# Cassagnes, Lot
Cassagnes är en kommun i departementet Lot i regionen Occitanien i södra Frankrike. Kommunen ligger i kantonen Puy-l'Évêque som tillhör arrondissementet Cahors. År 2022 hade Cassagnes 174 invånare.

## Befolkningsutveckling
Antalet invånare i kommunen Cassagnes
| Referens: INSEE |